# Wolfgang Stampfer
Wolfgang Stampfer (Innsbruck, 3 de mayo de 1972) es un deportista austríaco que compitió en bobsleigh.
Ganó una medalla de bronce en el Campeonato Europeo de Bobsleigh de 1999, en la prueba cuádruple. Participó en tres Juegos Olímpicos de Invierno, entre los años 2002 y 2010, ocupando el séptimo lugar en Salt Lake City 2002, en la misma prueba.

## Palmarés internacional
| Campeonato Europeo | Campeonato Europeo    | Campeonato Europeo | Campeonato Europeo |
| Año                | Lugar                 | Medalla            | Prueba             |
| ------------------ | --------------------- | ------------------ | ------------------ |
| 1999               | Winterberg (Alemania) | Medalla de bronce  | Cuádruple          |